# Magnetar

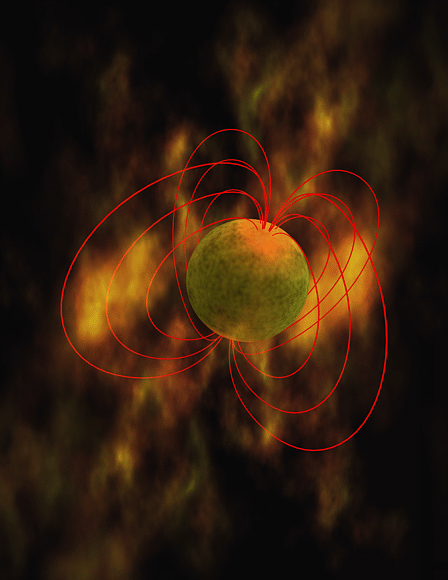

Een magnetar is een neutronenster met een extreem sterk magnetisch veld. Het verval van dat veld gaat gepaard met het uitzenden van grote hoeveelheden hoog-energetische elektromagnetische straling, vooral röntgen- en gammastraling.

## Ontstaan
Wanneer een supernova implodeert tot een neutronenster, neemt zijn magnetische veld enorm in sterkte toe. Robert Duncan en Christopher Thompson, de auteurs van de magnetar-theorie, berekenden in 1992 dat het magnetische veld van een neutronenster, normaal al met een enorme sterkte van zo'n 108 tesla, onder bepaalde omstandigheden nog groter kon worden, tot meer dan 1011 tesla, een biljoen keer zo sterk als het aardmagnetisch veld. Zo'n sterk magnetische neutronenster noemt men een magnetar. Een neutronenster is een van de meest compacte sterren in het heelal; alleen een zwart gat heeft een grotere massadichtheid (vroeger: soortelijk gewicht). Neutronensterren kan men herkennen aan hun sterke magnetische veld, gammastraling en door hun radiopulsen. Een neutronenster roteert soms wel tot tientallen malen per seconde om haar as en stuurt radiostraling uit. Doordat de magnetische as niet gelijk hoeft te vallen met de draai-as, zien we die radiostraling als korte flitsen (vergelijk het met een vuurtoren).
In de buitenste lagen van een magnetar, die uit een plasma van zware elementen (vooral ijzer) bestaan, kunnen spanningen ontstaan die tot "sterbevingen" leiden. Deze seismische trillingen hebben extreem veel energie, en leiden tot een uitbarsting van röntgen- en gammastralen. Astronomen noemen zo'n object een Soft Gamma Repeater (SGR, "zachte gammaherhaler").
Men schat dat ongeveer een op de tien supernova's een magnetar oplevert, in plaats van een meer gangbare neutronenster of pulsar. Dit gebeurt wanneer een ster vóór de supernova al een hoge rotatiesnelheid en een sterk magnetisch veld heeft. Men denkt dat het magnetische veld van een magnetar ontstaat als gevolg van een convectie-aangedreven dynamo van hete kernmaterie in het binnenste van de neutronenster, die actief is tijdens ongeveer de eerste tien seconden van het leven van de neutronenster. Als de neutronenster aan het begin even snel draait als de periode van de convectie (ongeveer tien milliseconden), kunnen de convectiestromen globaal gaan werken en een significante hoeveelheid van hun bewegingsenergie omzetten in magnetische veldsterkte. In langzamer roterende neutronensterren vormen de convectiestromen zich alleen in lokale gebieden.

## Verdere bestaan
Het leven van een magnetar als Soft Gamma Repeater is kort: de vrijkomende energie van de ontploffingen (sterbevingen) zorgt ervoor dat de ster langzamer gaat draaien – zodat magnetars veel langzamer draaien dan andere neutronensterren van vergelijkbare leeftijd – en het magnetische veld zwakker wordt, en al na ongeveer 10.000 jaar houden de sterbevingen op. Daarna straalt de ster nog steeds röntgenstraling uit en wordt het een object dat astronomen een anomale röntgenpulsar noemen. Na nog eens 10.000 jaar valt de ster helemaal stil. De explosies zijn enorm, en sommige zijn rechtstreeks waargenomen, zoals die van SGR 1806-20 op 27 december 2004, en men verwacht er meer te kunnen waarnemen naarmate telescopen beter worden.
In december 2004 waren er vier Soft Gamma Repeaters en vijf anomale röntgenpulsars bekend, en waren er nog vier kandidaten waarvan men nog niet zeker was. Anno november 2020 waren er 30 magnetars bekend.

## Effecten van supersterke magnetische velden
Een magnetisch veld boven de tien gigatesla is sterk genoeg om een bankpas te wissen vanaf halverwege de afstand van de maan tot de Aarde. Een kleine neodymium-gebaseerde magneet heeft een veld van ongeveer één tesla, de Aarde heeft een geomagnetisch veld van 30 – 60 microtesla, en de meeste gegevensopslagmedia kunnen gewist worden met een veld in de orde van millitesla's.
Het magnetische veld van een magnetar zou dodelijk zijn op een afstand van duizend kilometer, doordat het de atomen in levend weefsel vervormt.